# Schaeffersheim
Schaeffersheim es una localidad y comuna francesa, situada en el departamento de Bajo Rin en la región de Alsacia.

## Demografía
| 536 | 542 | 574 | 637 | 669 | 706 |
| Para los censos de 1962 a 1999 la población legal corresponde a la población sin duplicidades (Fuente: INSEE [Consultar]) |     |     |     |     |     |